# 罗小黑战记2
《罗小黑战记2》（英語：The Legend of Hei 2）是一部2025年上映的中国大陆动画电影，为2019年电影《罗小黑战记》的续集。该片由木头（MTJJ）与顾杰执导，山新、刘明月、朱婧等演员配音，于2025年7月18日在中国大陆上映。

## 故事情节
此作品延续了前作的世界观，故事发生在第一部电影后、动画剧集之前。讲述了妖灵会馆遭遇袭击，打破了妖精与人类之间的和平。证据指向无限，使得师徒二人陷入危机。小黑与师姐鹿野共同踏上寻找真相的冒险之旅，试图揭开幕后黑手，并阻止人类与妖精之间战争的爆发。

## 制作

### 剧本与设定
《罗小黑战记2》由北京寒木春华动画技术有限公司制作。该项目于2023年完成备案。编剧工作由前作的彭可欣继续担任。从2019年开始花费了大概一年半的时间进行剧本创作。该作品继承并扩充了前作电影的世界观，同时也加入了新的角色和冲突。在创作时考虑了新老观众之间的平衡，并在开篇中介绍了世界观和人物关系。
作品的背景设定在现代，同时又融入了传统文化。该作品充满想象力地描绘了中国传统神仙鬼怪融入现代社会的样子：哪吒喜欢玩电子游戏，妖精不仅会乘坐公共交通，也会沉迷于手机。制作人曹紫建称作品中的服装与场景设定推敲了很久，通过实地采风才能还原，以服务于整体风格。
人物设定上，小黑、无限和哪吒延续了上一部电影的设计，只设计了新的服装，并针对小黑调整了比例。鹿野和长老们是新角色。其中鹿野的设定难度在全系列中断层第一，制作方尝试了两百多个设计稿才确定她的设定。鹿野和小黑，分别对应现实和理想。制作人丛芳冰指出鹿野的设计灵感源自现代人的精神困境：她外表冷酷，有时会说狠话，但也内心柔软，内敛含蓄不轻易表达。鹿野作为战争遗孤，经历了痛苦之后最终选择接受无限的帮助，从过去的阴霾中走出。拥有强大的精神内核。片中部分配角的命名是源自制作人员的昵称。:17:20
作品在立场上呈现出包容的态度。没有强行灌输大道理，而是尊重所有人的思考。在战争很远的粉饰和枪响后没有赢家的残酷之间，团队选择表达的是“我们是可以维护和平的”。

### 动画制作
该片采用传统二维手绘动画制作并使用三维建模做辅助工作。创作周期长达六年，其中飞机打斗部分的制作周期就长达一年。据制作方透露使用了超过20万张手工绘制的原画，共有大约2400个镜头:05:09。一般动画一般以“一拍二”制作（1秒24帧使用12张原画）。为了呈现动作的流畅性，本片的十场动作戏大多使用了“一拍一”制作（1秒24帧使用24张原画）。
作品在创作时特别考虑了真人电影的动作设计以及现实世界实地取景。飞机的打斗部分聘请了飞机顾问，以在真实的飞机飞行状态下展现打斗动作场面。影片中的苍南会馆取景自温州市苍南县，融入了温州元素及闽南语。片中的寒木会馆以制作方的公司为原型。:14:05粤东会馆呈现了广式早茶。“领盔镇”路标是灵溪镇的方言谐音。

### 配音
该动画配音阵容仍由动画剧集原班人马担任。由原剧集中饰演谛听的皇贞季担任配音导演。罗小黑的配音演员继续由洛天依声源的提供者山新担任。为了使罗小黑的声线具有独特性，山新在录制其他动漫角色时会刻意避开使用小黑的声线。鹿野的配音演员朱婧强调为了展现鹿野“外表稳定强大却内核柔软”的特点，在配音时需要表现出反差感。无限的配音演员刘明月表示，为了表现罗小黑与无限情感羁绊，会“有种老父亲的感觉”。
配音列表如下：
- 小黑 配音：山新（中國大陸）；花泽香菜（日本）
- 无限 配音：刘明月（中國大陸）；宫野真守（日本）
- 鹿野 配音：朱婧（中國大陸）
- 哪吒 配音：山新（中國大陸）
- 灵遥 配音：栾立胜（中國大陸）
- 池年 配音：傅晨阳（中國大陸）
- 甲 配音：言灵（中國大陸）
- 乙 配音：陈啟刚（中國大陸）
- 西木子 配音：皇贞季（中國大陸）
- 潘靖 配音：李璐（中國大陸）
- 鸠老 配音：陈思宇（中國大陸）
- 郑信毅 配音：任景行（中國大陸）
- 队长 配音：任景行（中國大陸）

## 发行与反响
《罗小黑战记2》已于2025年7月18日于中国大陆上映。并计划于11月7日在日本上映。本片在美国和加拿大由GKIDS发行，定档9月5日上映。
该作品的豆瓣评分为8.6分，是截至目前2025年最高分的华语院线动画电影。央视网文娱评论认为影片保持了系列一贯的东方幻想气质，并进一步强化。通过更成熟的视觉表达，将中式美学与哲学思考结合并升级。在意境营造和具体场景中融入中国传统文化元素并进行创新呈现。《三联生活周刊》称赞了本片的动作戏，认为是“国产天花板”，并认为片中妖精与人类高层的政治博弈有着该系列之前没有的现实味道。但其也对剧情冲突提出疑问，认为妖精与人类冲突的动机没有合理解释，只是作为引子轻轻带过。
财新网认为电影的出色之处在于没有划定是非黑白，而是全方位呈现了每个人物因背景不同而导致的视角与立场不同，将评判权留给观众。同时电影也明确暗示“战争下没有幸存者”这一更高级的反战叙事。《齐鲁晚报》认为该片超过了一部商业动画的定位，用温柔而坚定的力量探讨战争、仇恨、信任等沉重命题。